# 埃莉·卡彭特
埃莉·麦迪逊·卡彭特（英語：Ellie Madison Carpenter；2000年4月28日—），澳大利亚女子职业足球运动员，司职后卫，目前效力于車路士女子足球會和澳大利亚国家女子足球队。她曾代表澳大利亚参加2020年和2024年夏季奥林匹克运动会女子足球比赛等多场国际赛事。